# Internacional Sport Club
Internacional Sport Club foi um clube brasileiro de futebol da cidade de Rio Branco, no estado do Acre. Suas cores eram vermelho e branco.
Seu distintivo era similar ao do clube homônimo do Rio Grande do Sul, o Sport Club Internacional de Porto Alegre. Participou de 17 edições do estadual entre 1971 e 1988. Foi vice-campeão acreano
em 1973.